# Vukašin Jovanović
Vukašin Jovanović (Belgrado, 17 de março de 1996) é um futebolista profissional sérvio que atua como defensor.

## Carreira
Vukašin Jovanović começou a carreira no Estrela Vermelha.